# Liste der Biografien/Kis
Liste der Biografien |
Portal Biografien |
Personensuche
# |
A |
B |
C |
D |
E |
F |
G |
H |
I |
J |
K |
L |
M |
N |
O |
P |
Q |
R |
S |
T |
U |
V |
W |
X |
Y |
Z |
?
 
Ka |
Kb |
Kc |
Kd |
Ke |
Kf |
Kg |
Kh |
Ki |
Kj |
Kl |
Km |
Kn |
Ko |
Kp |
Kr |
Ks |
Kt |
Ku |
Kv |
Kw |
Ky |
Kx |
Kz
 
Kia |
Kib |
Kic |
Kid |
Kie |
Kif |
Kig |
Kih |
Kii |
Kij |
Kik |
Kil |
Kim |
Kin |
Kio |
Kip |
Kir |
Kis |
Kit |
Kiu |
Kiv |
Kiw |
Kix |
Kiy |
Kiz
Die Liste der Biografien führt alle Personen auf, die in der deutschsprachigen Wikipedia einen Artikel haben. Dieses ist eine Teilliste mit 408 Einträgen von Personen, deren Namen mit den Buchstaben „Kis“ beginnt.

## Kis
- Kis, Andrij (* 1982), ukrainischer Rennrodler
- Kis, Carlos (1932–2010), uruguayischer Künstler
- Kiš, Danilo (1935–1989), jugoslawischer Schriftsteller
- Kis, Gábor (* 1982), ungarischer Wasserballer
- Kis, Gergő (* 1988), ungarischer Schwimmer
- Kis, Josef (1833–1900), österreichischer Maler
- Kis, Michaela (* 1982), österreichische Schauspielerin und Synchronsprecherin
- Kis, Miklós Misztótfalusi (1650–1702), ungarischer Schriftgießer, Typograf, Stempelschneider und Drucker
- Kış, Tevfik (1934–2019), türkischer Ringer

### Kisa
- Kisa, Anton (1857–1907), deutsch-böhmischer Kunsthistoriker, Archäologe und Museumsdirektor
- Kısa, Bilal (* 1983), türkischer Fußballspieler
- Kisa, Janet (* 1992), kenianische Langstreckenläuferin
- Kisabaka, Linda (* 1969), deutsche Leichtathletin und Olympiamedaillengewinnerin
- Kısacıkoğlu, Örpen (* 1981), türkischer Unternehmer und Pokerspieler
- Kisaka, Kikuzō, japanischer Fußballspieler
- Kisaki, Tomoharu (1921–1996), japanischer Kampfsportler
- Kısakürek, Necip Fazıl (1905–1983), türkischer Schriftsteller, Dichter und Philosoph
- Kışanak, Gültan (* 1961), türkische Journalistin und Politikerin
- Kisaragi, Gunma, japanischer Autor von pornografischen Manga (Hentai)
- Kisaragi, Koharu (1956–2000), japanische Dramatikerin und Theaterleiterin

### Kisc
- Kisch, Alexander (1848–1917), böhmisch-österreichischer Rabbiner
- Kisch, Bruno (1890–1966), tschechisch-deutscher Kardiologe
- Kisch, Egon Erwin (1885–1948), böhmischer Journalist und SchriftstellerEgon Erwin Kisch (1885–1948)

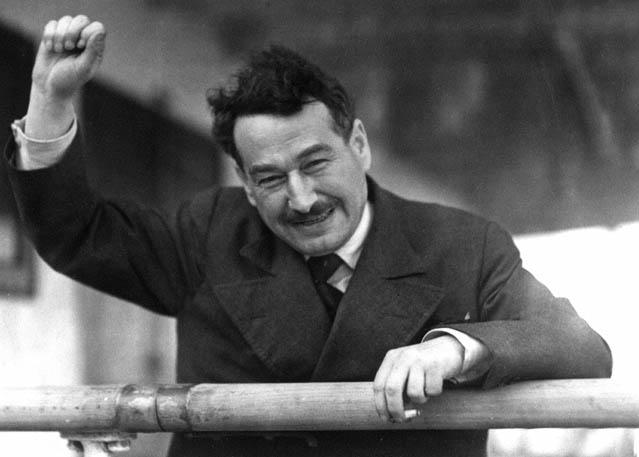
Egon Erwin Kisch (1885–1948)

- Kisch, Enoch Heinrich (1841–1918), österreichischer Balneologe (Bäderkundler) und Gynäkologe
- Kisch, Frederick (1888–1943), britischer Zionist und Soldat im Ersten und Zweiten Weltkrieg
- Kisch, Guido (1889–1985), US-amerikanischer Jurist und Rechtshistoriker
- Kisch, Paul (1883–1944), deutscher Journalist und Literaturkritiker in Prag
- Kisch, Robert (1897–1977), deutscher Architekt und Baubeamter
- Kisch, Wilhelm (1874–1952), deutscher Rechtswissenschaftler
- Kisch, Wilhelm Maximilian (1827–1893), österreichischer Schriftsteller
- Kisch, Yoav (* 1968), israelischer Politiker
- Kisch-Arndt, Ruth (1898–1975), Oratorien- und Konzertsängerin (Alt)
- Kische, Gerd (* 1951), deutscher FußballspielerGerd Kische (* 1951)

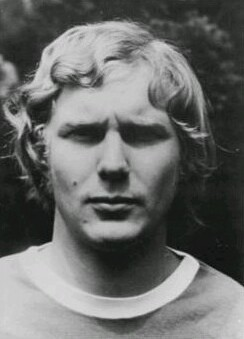
Gerd Kische (* 1951)

- Kische, Marion (* 1958), deutsche Turnerin
- Kischel, Uwe (* 1964), deutscher Rechtswissenschaftler
- Kischewatow, Andrei Mitrofanowitsch (1907–1941), sowjetischer Leutnant der Grenztruppen
- Kischijew, Kunta Haddschi († 1867), kumykischer Scheich
- Kischischew, Radostin (* 1974), bulgarischer Fußballspieler
- Kischke, Martina I. (1935–2014), deutsche Journalistin und Sachbuchautorin
- Kischkel, Volker (* 1953), deutscher Karikaturist
- Kischkin, Nikolai Michailowitsch (1864–1930), russischer Mediziner und Politiker
- Kischkin, Sergei Timofejewitsch (1906–2002), sowjetisch-russischer Werkstoffwissenschaftler
- Kischkina, Sofja Issaakowna (1914–1993), sowjetisch-russische Werkstoffwissenschaftlerin
- Kischko, Maik (* 1966), deutscher Fußballtorhüter
- Kischkowskaja, Swetlana Albertowna (* 1946), sowjetische bzw. ukrainische bzw. russische Önologin und Hochschullehrerin
- Kischkun, Wladimir Iwanowitsch (* 1951), sowjetischer Leichtathlet
- Kischmarija, Mirab (* 1961), abchasischer Politiker und amtierender Verteidigungsminister der international nicht anerkannten Republik Abchasien
- Kischner, Nikolai Matwejewitsch (1867–1935), russischer Chemiker
- Kischou, Aljaksej (* 1986), belarussischer Handballspieler
- Kischtschenko, Jurij (* 1991), ukrainischer Mittelstreckenläufer

### Kise
- Kisekka, Samson (1912–1999), ugandischer Politiker
- Kisel, Apollonia († 1577), Opfer der Hexenverfolgung in Ersingen
- Kisel, Karol (* 1977), slowakischer Fußballspieler
- Kisel, Philipp (1609–1681), deutscher Jesuit, Prediger und geistlicher Autor
- Kiselev, Alexander, US-amerikanischer Mathematiker
- Kiseleva, Simona (* 1987), litauische Schachspielerin
- Kisenosato, Yutaka (* 1986), japanischer Sumōringer in der Makuuchi-Division
- Kiser, André (* 1958), Schweizer Bobfahrer
- Kiser, Terry (* 1939), US-amerikanischer SchauspielerTerry Kiser (* 1939)

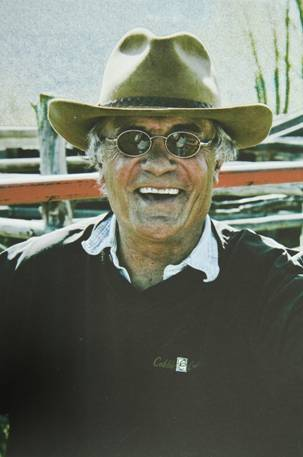
Terry Kiser (* 1939)

- Kišerlovski, Emanuel (* 1984), kroatischer Cyclocross- und Straßenradrennfahrer
- Kišerlovski, Robert (* 1986), kroatischer Radrennfahrer

### Kisf
- Kisfaludi Strobl, Zsigmond (1884–1975), ungarischer Bildhauer
- Kisfaludy, Károly (1788–1830), ungarischer Dramatiker und Maler
- Kisfaludy, Sándor (1772–1844), ungarischer Dichter und Dramatiker

### Kish
- Kish, Eleanor (1924–2014), US-amerikanische Künstlerin
- Kish, Jennifer (* 1988), kanadische Rugbyspielerin
- Kish, Joseph (1899–1969), US-amerikanischer Szenenbildner
- Kish, László I. (* 1957), Schweizer Schauspieler, Regisseur und KommunikationstrainerLászló I. Kish (* 1957)

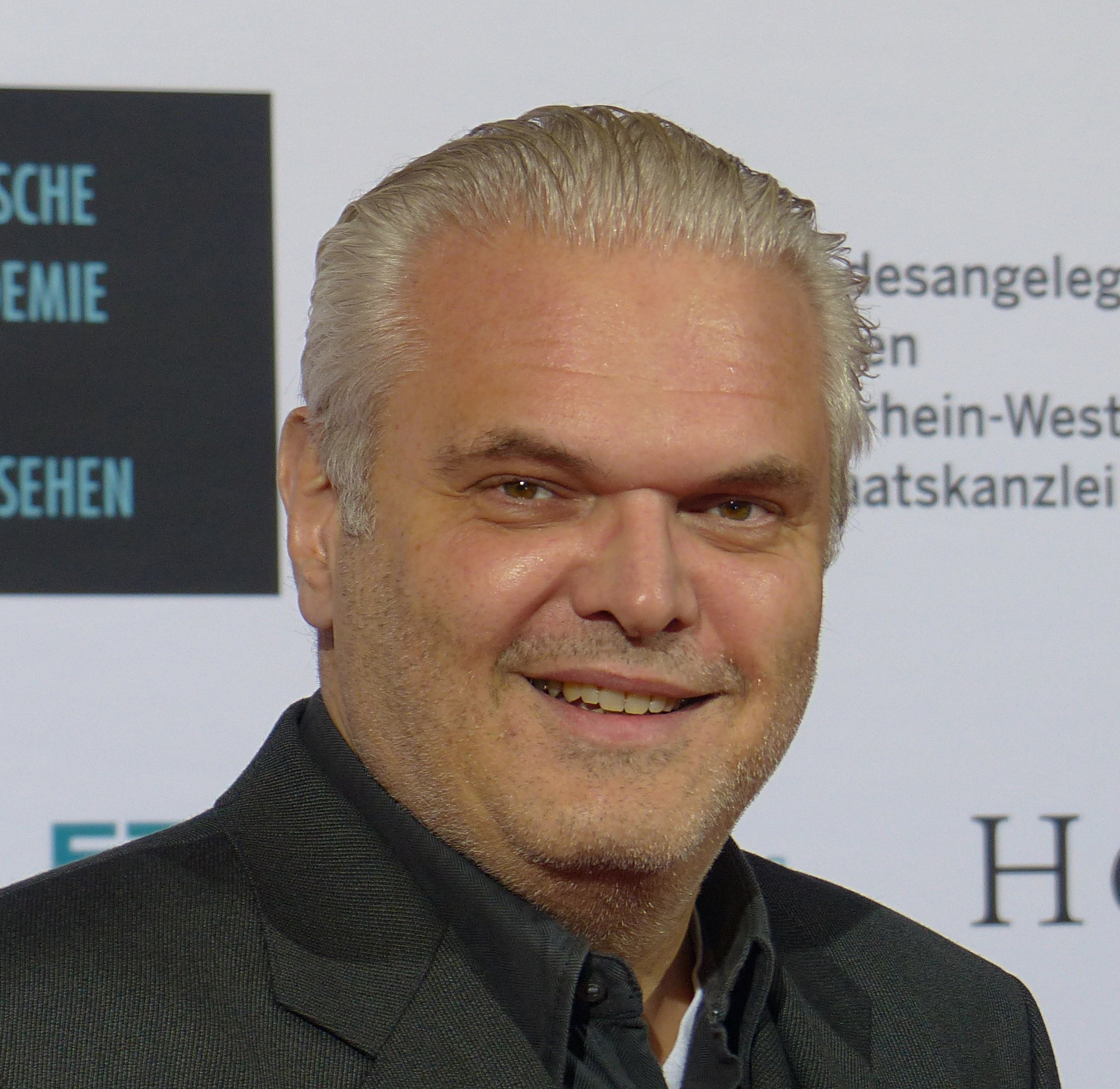
László I. Kish (* 1957)

- Kisha (* 1978), Schweizer Mundart- und Popsängerin
- Kishan, Bal (* 1998), indischer Hindernisläufer
- Kishan, Ishan (* 1998), indischer Cricketspieler
- Kisházi, Beatrix (* 1946), ungarische Tischtennisspielerin
- Kishen Pershad (1864–1940), Diwan des indischen Fürstenstaats Hyderabad
- Kishi Leopo, Samuel (* 1984), mexikanischer Filmregisseur und Drehbuchautor
- Kishi, Aino (* 1988), japanische Pornodarstellerin, Schauspielerin und Sängerin
- Kishi, Kazumi (* 1975), japanische Fußballspielerin
- Kishi, Keiko (* 1932), japanische Schauspielerin
- Kishi, Kenta (* 1996), japanischer Fußballspieler
- Kishi, Kōichi (1909–1937), japanischer Musiker und Dirigent
- Kishi, Nobuo (* 1959), japanischer Politiker
- Kishi, Nobusuke (1896–1987), 37. Premierminister von Japan
- Kishi, Renzan (1804–1859), japanischer Maler
- Kishi, Seiichi (1867–1933), japanischer Rechtsanwalt, Politiker und Mitglied des Internationalen Olympischen Komitees
- Kishi, Seiji (* 1969), japanischer Anime-Regisseur
- Kishi, Shunji (* 1961), japanischer Fußballspieler
- Kishi, Takahide (* 1987), japanischer Fußballspieler
- Kishi, Yoshito (1937–2023), japanischer Chemiker
- Kishida, Eriko (1929–2011), japanische Kinderbuchautorin, Dichterin und Übersetzerin
- Kishida, Fumio (* 1957), japanischer PolitikerFumio Kishida (* 1957)

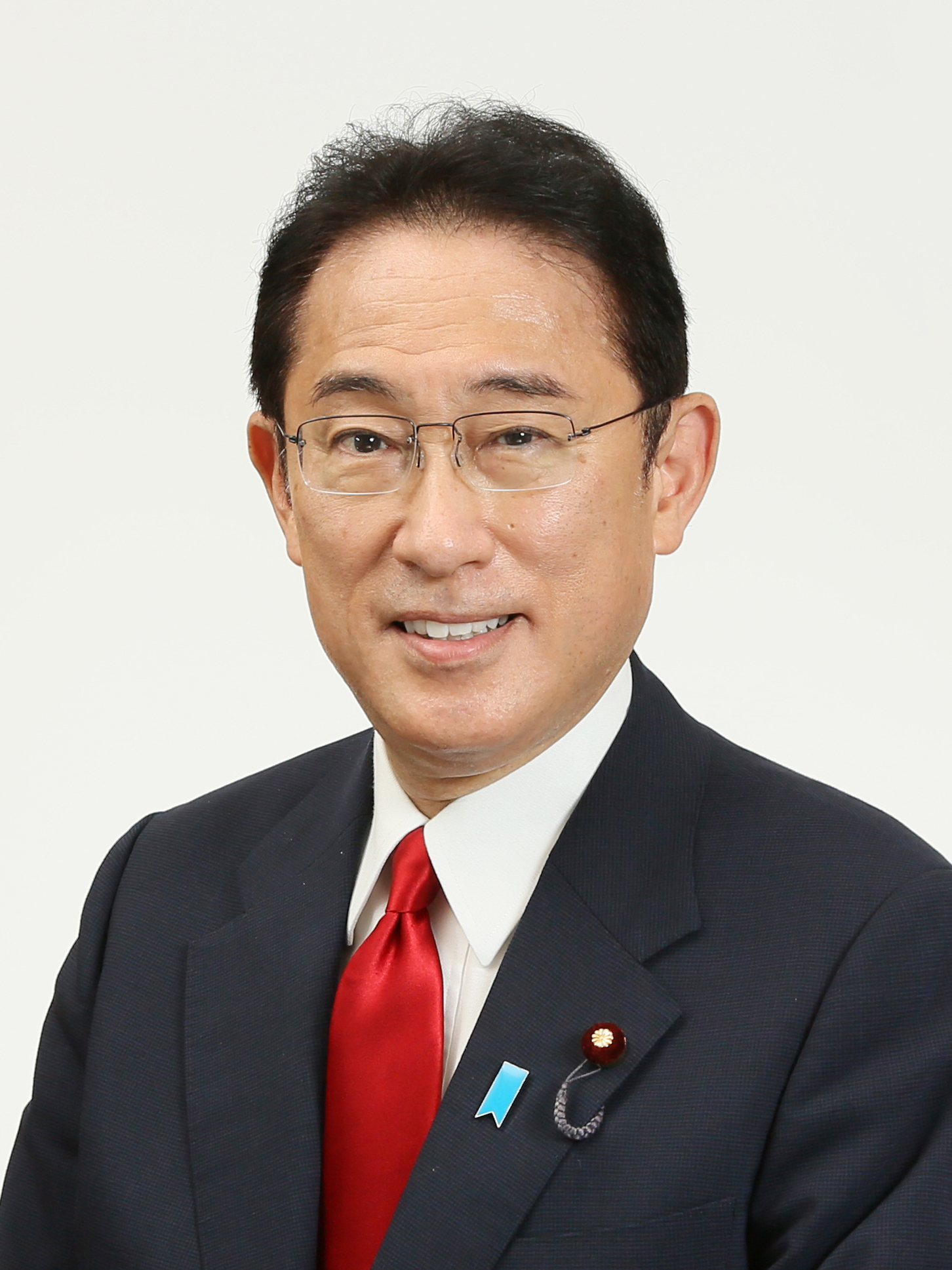
Fumio Kishida (* 1957)

- Kishida, Ginkō (1833–1905), japanischer Journalist
- Kishida, Hiroki (* 1981), japanischer Fußballspieler
- Kishida, Kazuhito (* 1990), japanischer Fußballspieler
- Kishida, Kunio (1890–1954), japanischer Dramatiker
- Kishida, Ryūsei (1891–1929), japanischer Maler
- Kishida, Shōhei (* 1990), japanischer Fußballspieler
- Kishida, Toshiko (1863–1901), japanische Feministin
- Kishida, Yūsuke (* 1999), japanischer Fußballspieler
- Kishigami, Kojun (* 1941), japanischer Zen-Meister
- Kishik-Cohen, Shulamit (1917–2017), israelische Spionin
- Kishikawa, Akari (* 1985), japanische Leichtathletin
- Kishikawa, Seiya (* 1987), japanischer Tischtennisspieler und -trainer
- Kishimoto, Homare (* 1980), japanischer Skispringer
- Kishimoto, Kayoko (* 1960), japanische Schauspielerin
- Kishimoto, Masashi (* 1974), japanischer Mangaka
- Kishimoto, Seishi (* 1974), japanischer Mangaka
- Kishimoto, Shunsaku (* 2000), japanischer Fußballspieler
- Kishimoto, Tadamitsu (* 1939), japanischer Immunologe und Entdecker von Interleukin-6
- Kishimoto, Takayuki (* 1990), japanischer Hürdenläufer
- Kishimoto, Takeru (* 1997), japanischer Fußballspieler
- Kishino, Malika (* 1971), japanische Komponistin
- Kishino, Yasuyuki (* 1958), japanischer Fußballspieler
- Kishioku, Yūji (* 1954), japanischer Fußballspieler
- Kishiro, Yukito (* 1967), japanischer Mangaka
- Kishlansky, Mark (1948–2015), amerikanischer Historiker
- Kishna, Ricardo (* 1995), niederländischer Fußballspieler
- Kishon, Ephraim (1924–2005), israelischer Satiriker, Journalist und Regisseur ungarischer HerkunftEphraim Kishon (1924–2005)

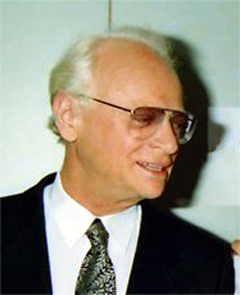
Ephraim Kishon (1924–2005)

- Kishon, Renana (* 1968), israelische Galeristin
- Kishon, Sara (1931–2002), israelische Autorin, Gattin des israelischen Satirikers Ephraim Kishon
- Kishore, Larisa, indische Badmintonspielerin, später für Neuseeland startend
- Kishoyian, Alphas (* 1994), kenianischer Sprinter
- Kishwar, Madhu (* 1951), indische Akademikerin und Schriftstellerin

### Kisi
- Kisiel, Adam († 1653), polnischer Magnat und Woiwode der Woiwodschaft Kiew
- Kisiel, Dominik (* 1990), polnischer Fußballtorhüter
- Kisiel, Edward (1918–1993), polnischer Geistlicher, Erzbischof von Białystok
- Kisielewski, Stefan (1911–1991), polnischer Komponist, Schriftsteller, Musikkritiker und Journalist
- Kisielius, Vigimantas (* 1954), litauischer Politiker
- Kisikyol, Dilar (* 1992), deutsche Boxerin
- Kisil, Yuri (* 1995), kanadischer Schwimmer
- Kisim, Leonid Denissowitsch (1941–2010), sowjetischer Kosmonaut, Pilot
- Kisimow, Iwan Michailowitsch (1928–2019), russischer Dressurreiter
- Kisimow, Konstantin (1897–1965), bulgarischer Schauspieler
- Kisin, Konstantin (* 1982), britisch-russischer SatirikerKonstantin Kisin (* 1982)

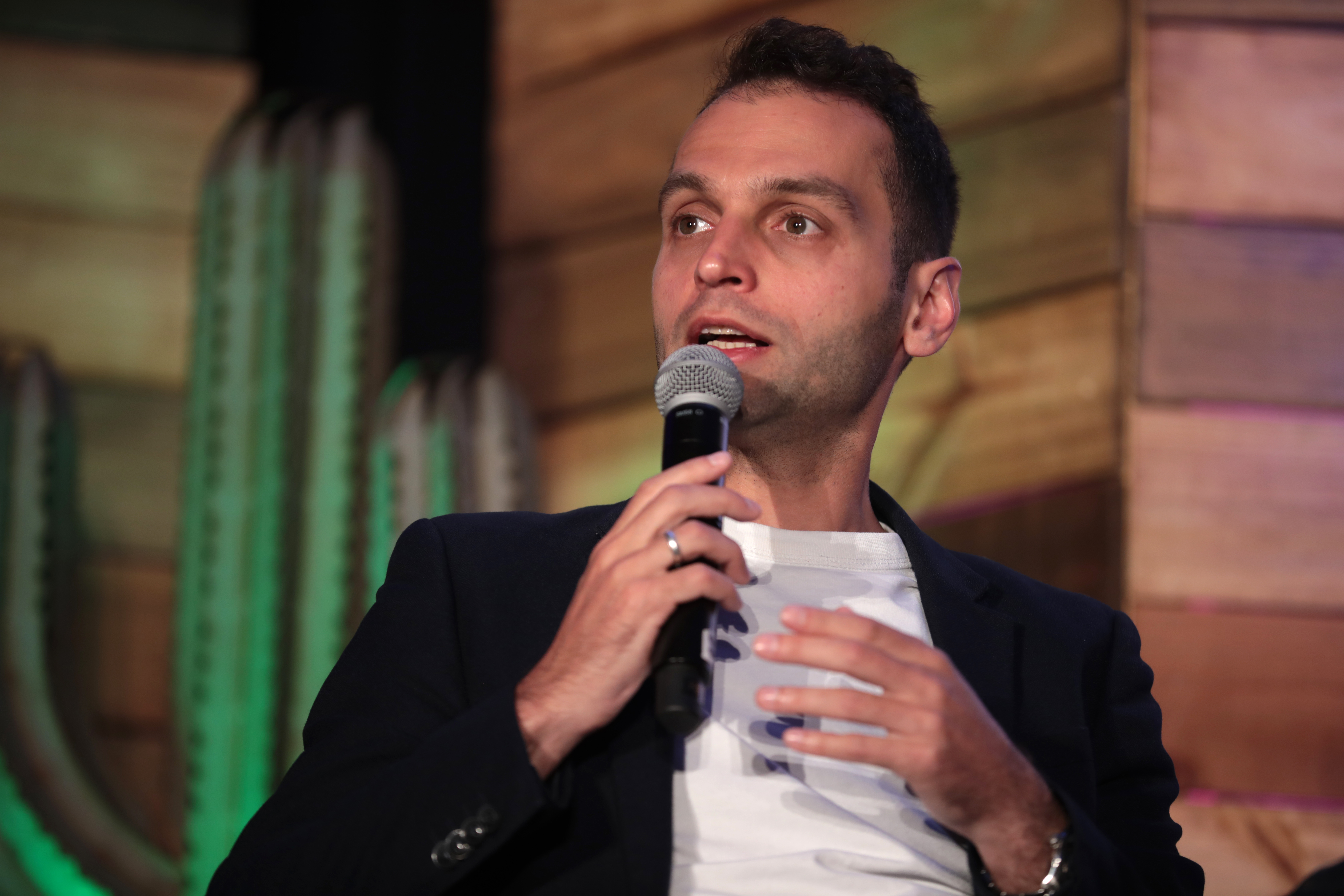
Konstantin Kisin (* 1982)

- Kisin, Mark (* 1971), australischer Mathematiker
- Kisio, Kelly (* 1959), kanadischer Eishockeyspieler, -scout, -trainer und -funktionär

### Kisk
- Kiska, Andrej (* 1963), slowakischer Unternehmer, Philanthrop und Politiker
- Kıskanç, Ferhat (* 1982), deutsch-türkischer Fußballspieler
- Kiske, Michael (* 1968), deutscher SängerMichael Kiske (* 1968)

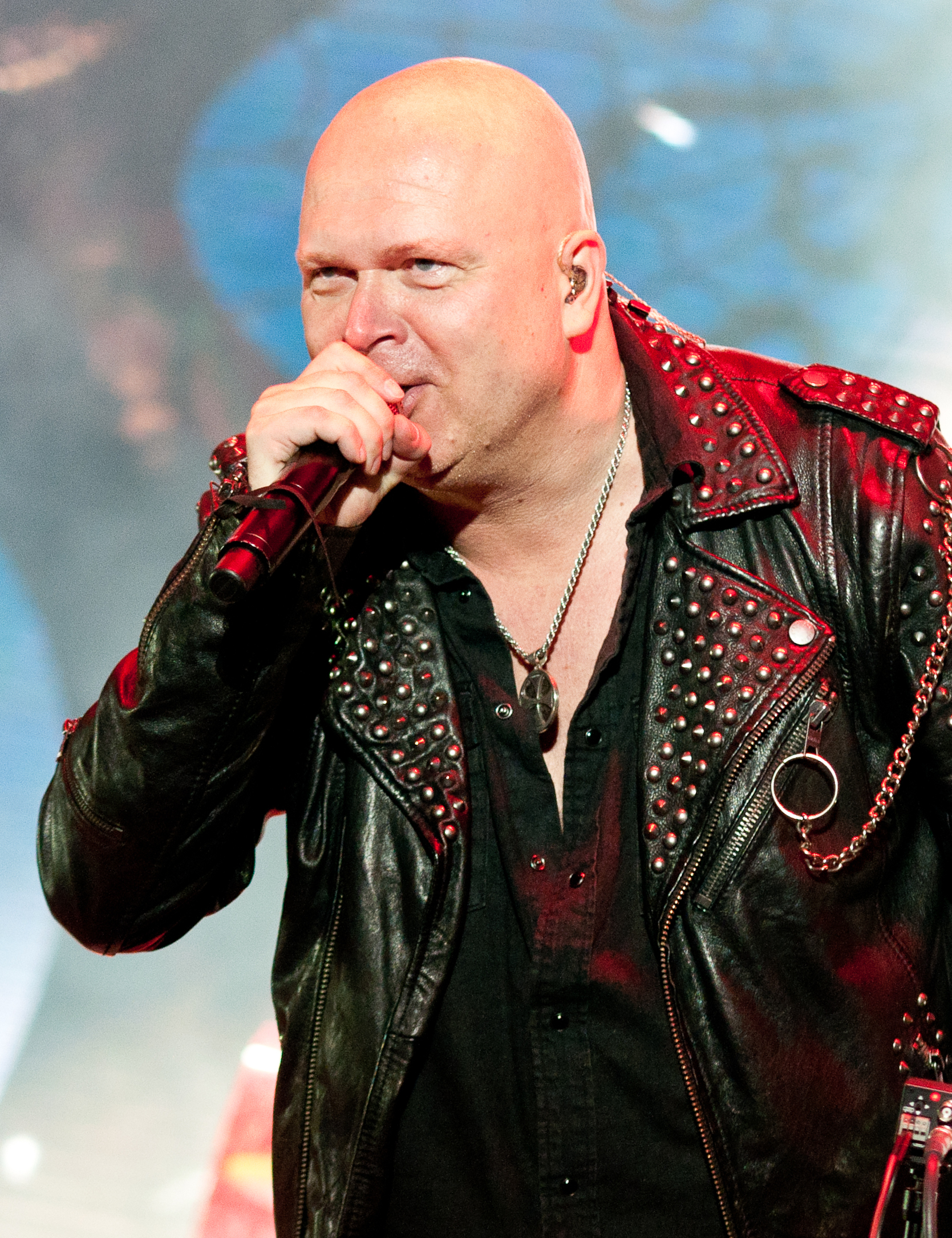
Michael Kiske (* 1968)

- Kisker, August Wilhelm (1812–1881), Unternehmer der Textilindustrie
- Kisker, Caroline (* 1964), deutsche Biochemikerin und Hochschullehrerin
- Kisker, Eduard (1850–1926), deutscher Unternehmer
- Kisker, Gustav Wilhelm (1803–1854), preußischer Jurist und Politiker
- Kisker, Julius (1818–1882), deutscher Kaufmann und Politiker (DFP), MdR
- Kisker, Karl Peter (1926–1997), deutscher Psychologe und Mediziner
- Kisker, Klaus Peter (1932–2022), deutscher Ökonom, emeritierter Professor für Volkswirtschaftslehre
- Kisker, Werner (1925–1983), deutscher Fußballspieler
- Kiškis, Rolandas (* 1976), litauischer Jurist, Kriminalpolizist und Polizeikommissar
- Kiskonen, Marina Alexandrowna (* 1994), russische Fußballspielerin
- Kisku, Rathin (* 1984), indischer Sänger, Santal
- Kisku, Sonatan (* 1969), indischer römisch-katholischer Geistlicher, Weihbischof in Dumka
- Kisky, Hans (1920–1965), deutscher Kunsthistoriker und Denkmalpfleger
- Kisky, Wilhelm (1881–1953), deutscher Historiker und Archivar

### Kisl
- Kışlal, Aslı (* 1970), türkisch-österreichische Regisseurin, Dramaturgin und Schauspielerin
- Kışlalı, Ahmet Taner (1939–1999), türkischer Politikwissenschaftler, Politiker, Wissenschaftler und Journalist
- Kislat, August (1885–1941), sozialdemokratischer Politiker im Memelgebiet
- Kisling, Annette (* 1965), deutsche Fotografin und Künstlerin
- Kisling, Jérémie (* 1976), Schweizer Musiker
- Kisling, Johann Ludwig (1746–1815), badischer Hofmaler, Porträtist
- Kisling, Moise (1891–1953), polnisch-französischer Maler
- Kisling, Philipp Heinrich (1713–1767), badischer Porträtmaler am Karlsruher Hof
- Kislinger, Christian (* 1994), österreichischer Handballspieler
- Kislinger, Ewald (* 1956), österreichischer Byzantinist
- Kislinger, Harald (* 1958), österreichischer Dramatiker
- Kislinger, Karl (1885–1940), österreichischer Politiker (SDAPDÖ), Landtagsabgeordneter
- Kislinger, Max (1895–1983), österreichischer Graphiker, Aquarellist und Volkstumsforscher
- Kislinger, Max (* 1998), deutscher Eishockeyspieler
- Kislinger, Sebastian (* 1988), österreichischer Snowboarder
- Kislizyn, Alexander (* 1986), kasachischer Fußballspieler
- Kisljak, Sergei Iwanowitsch (* 1950), russischer Botschafter
- Kisljak, Sjarhej (* 1987), belarussischer Fußballspieler
- Kisljakow, Sergei Witaljewitsch (* 1950), russischer Mathematiker
- Kislowa, Marina Wladimirowna (* 1978), russische Sprinterin
- Kisly, Arzjom (* 1989), belarussischer Eishockeyspieler

### Kisn
- Kisner, Peter (1944–2020), niederländischer Radrennfahrer
- Kisnorbo, Patrick (* 1981), australischer Fußballtrainer

### Kiso
- Kisombe, Makuntima (* 1992), kongolesischer Fußballspieler
- Kisombe, Mundaba (* 1976), kongolesischer Fußballspieler
- Kison, Hans-Ulrich (* 1950), deutscher Botaniker und Naturschützer
- Kisonga Ndinga, Edouard (* 1946), kongolesischer Ordensgeistlicher, emeritierter römisch-katholischer Weihbischof in Kinshasa
- Kisor, Ryan (* 1973), US-amerikanischer Jazztrompeter
- Kisorio, Mathew Kipkoech (* 1989), kenianischer Langstreckenläufer
- Kisoudis, Dimitrios (* 1981), deutscher Publizist

### Kisp
- Kispert, Corey (* 1999), US-amerikanischer Basketballspieler
- Kispert, Volker (* 1961), deutscher Fußballspieler

### Kisr
- Kisro-Warnecke, Diana L. M. (* 1973), deutsche Wissenschaftlerin und Managerin

### Kiss
- Kiss Nagy, András (1930–1997), ungarischer Bildhauer und Medailleur
- Kiss von Ittebe und Elemér, Ernő (1799–1849), ungarischer General im Revolutionskrieg 1848/49
- Kiss, Ady H. (* 1963), deutscher Science-Fiction-Autor
- Kiss, Alfred (* 1894), deutscher Gewerkschaftsfunktionär
- Kiss, Anna Luise (* 1981), deutsche Schauspielerin
- Kiss, Antal (1935–2021), ungarischer Geher
- Kiß, August (1802–1865), deutscher Bildhauer
- Kiss, Balázs (* 1972), ungarischer Leichtathlet und Olympiasieger
- Kiss, Balázs (* 1983), ungarischer Ringer
- Kiss, Béla (* 1877), ungarischer Serienmörder
- Kiss, Benjamin (* 1968), deutscher Schauspieler
- Kiss, Cherry (* 1992), serbische PornodarstellerinCherry Kiss (* 1992)

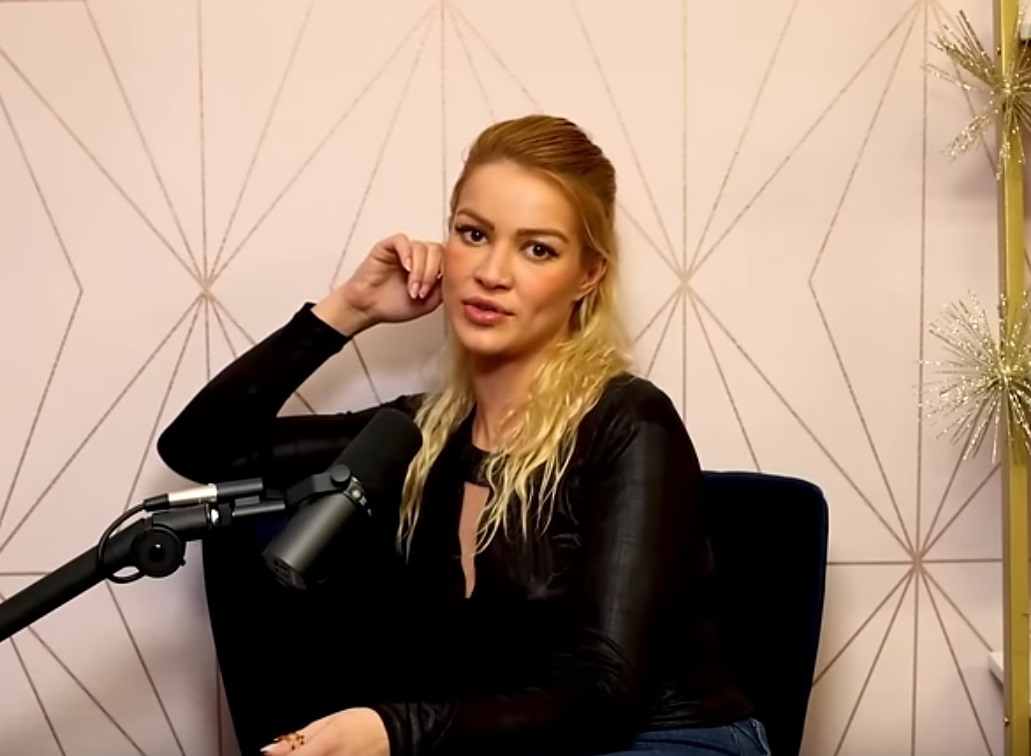
Cherry Kiss (* 1992)

- Kiss, Csaba (* 1963), ungarischer Badmintonspieler
- Kiss, Dániel (* 1982), ungarischer Hürdenläufer
- Kiss, Daniel (* 1984), slowakischer Fußballtorwart
- Kiss, Dániel (* 1991), ungarischer Eishockeyspieler
- Kiss, Dávid Mária (1930–2002), ungarische Künstlerin
- Kiss, Edmund (1886–1960), deutscher Autor und ArchitektEdmund Kiss (1886–1960)

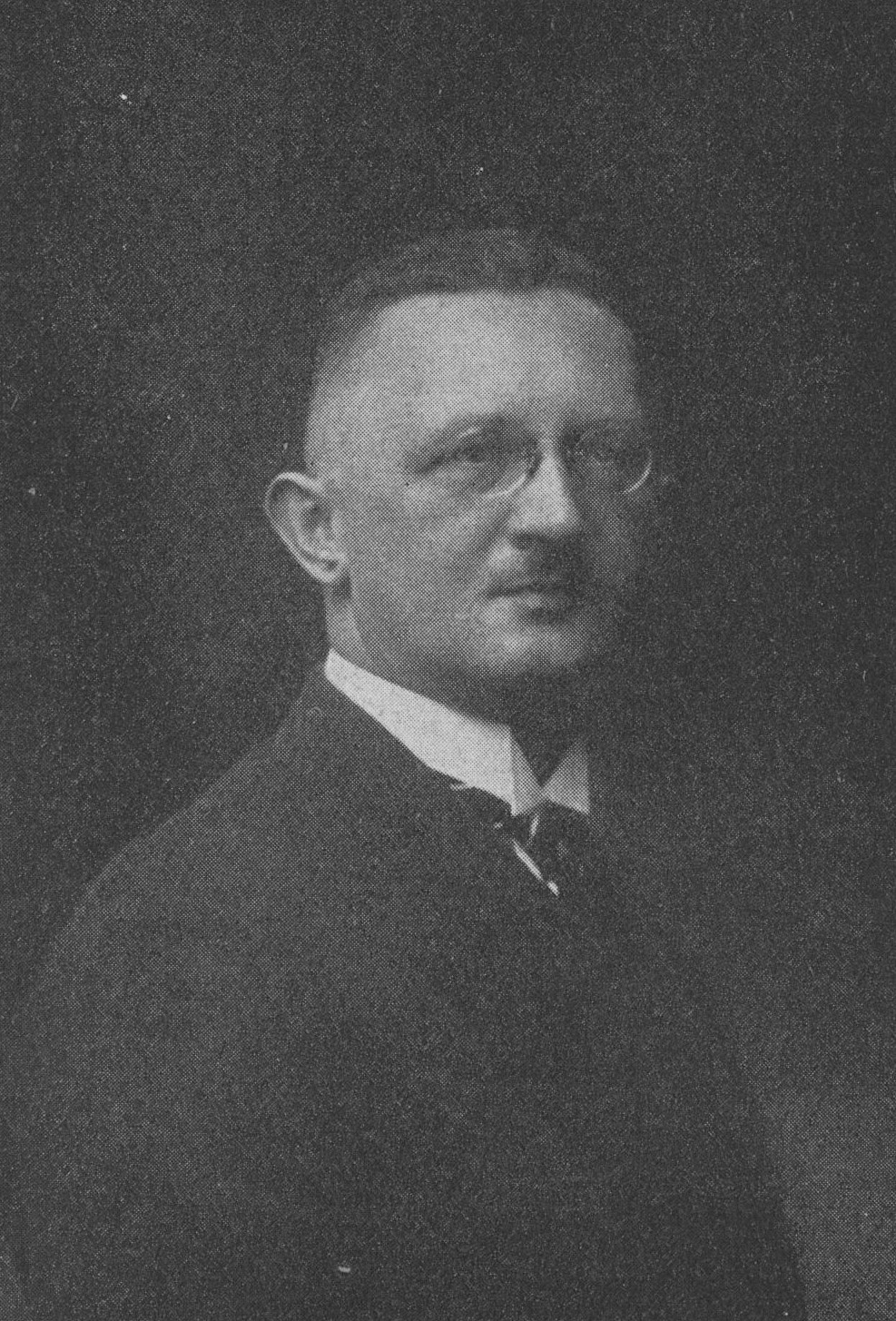
Edmund Kiss (1886–1960)

- Kiss, Endre, ungarischer Skispringer
- Kiss, Endre (* 1944), ungarischer Philosoph und Hochschullehrer
- Kiss, Éva (* 1987), ungarische Handballspielerin
- Kiss, Ferenc (1942–2015), ungarischer Ringer
- Kiss, Filip (* 1990), slowakischer Fußballspieler
- Kiss, Gábor (1931–1994), deutscher Soziologe ungarischer Herkunft
- Kiss, Gergely (* 1977), ungarischer Wasserballer
- Kiss, Gergő (* 1995), ungarischer Leichtathlet
- Kiss, Géza (1882–1952), ungarischer Schwimmer
- Kiss, Gréta (* 1998), ungarische Volleyballspielerin
- Kiss, György (* 1953), ungarischer Rechtswissenschaftler und Hochschullehrer
- Kiss, Gyula (1916–1959), ungarischer Fußballspieler
- Kiss, Imre (1879–1913), ungarischer Stabhochspringer
- Kiss, István (1924–2011), ungarischer Zehnkämpfer
- Kiss, István (* 1928), ungarischer Radrennfahrer
- Kiss, István (* 1940), ungarischer Langstreckenläufer
- Kiss, István (* 1950), ungarischer Radrennfahrer
- Kiss, István (* 1958), ungarischer Wasserballspieler
- Kiss, Josef (1896–1918), österreich-ungarischer Jagdpilot
- Kiß, Karl-Heinz (1941–2024), deutscher Fußballspieler
- Kiss, Károly (1793–1866), Offizier, Militärwissenschaftler, Militärhistoriker, Autor und Dichter
- Kiss, Károly (1903–1983), ungarischer kommunistischer Politiker
- Kiss, Kristina (* 1981), kanadische Fußballspielerin
- Kiss, Lajos (1934–2014), ungarischer Kanute
- Kiss, László (* 1956), ungarischer Fußballspieler und -trainer
- Kiss, László (* 1972), ungarischer Astronom und Asteroidenentdecker
- Kiss, László (* 1976), ungarischer Schriftsteller
- Kiss, Mária (* 1959), ungarische Fußballspielerin
- Kiss, Miklós (* 1981), ungarischer Designer und bildender Künstler
- Kiss, Noémi (* 1974), ungarische Schriftstellerin
- Kiss, Norbert (* 1985), ungarischer Truckrennfahrer
- Kiss, Ottó (* 1963), ungarischer Schriftsteller
- Kiß, Paul (1871–1947), deutscher Journalist und Politiker (SPD, USPD)
- Kiss, Paul (1894–1961), österreichischer Politiker (NSDAP), Landtagsabgeordneter
- Kiss, Paul (* 1947), österreichischer Lehrer und Politiker (SPÖ), Abgeordneter zum Nationalrat
- Kiss, Péter (* 1986), ungarischer Extremsportler und Bergsteiger
- Kiss, Roland (* 1999), ungarischer Eishockeyspieler
- Kiss, Tamás (* 1987), ungarischer Kanute
- Kiss, Tímea (* 1973), ungarische Bogenschützin
- Kiß, Walter (* 1961), deutscher Politiker (SPD)
- Kiss, Zoltán (* 1980), ungarischer PosaunistZoltán Kiss (* 1980)

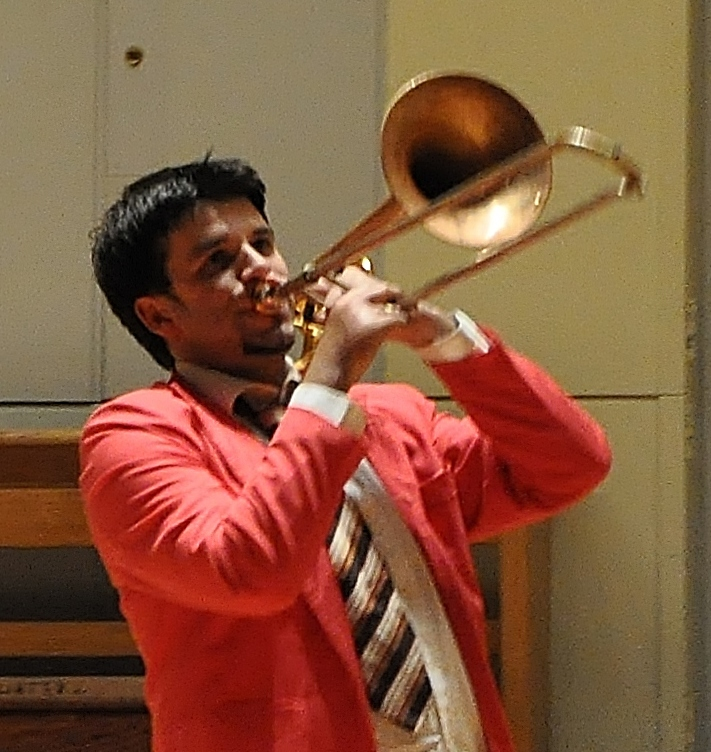
Zoltán Kiss (* 1980)

- Kiss-Dala, József (* 1930), ungarischer Radrennfahrer
- Kiss-Györi, Eva (* 1966), ungarische und deutsche Handballspielerin
- Kiss-Rigó, László (* 1955), ungarischer Geistlicher, römisch-katholischer Bischof von Szeged-Csanád
- Kiss-Zlidnis, Inna (* 1990), estnische Fußballspielerin
- Kissa, Stephen (* 1995), ugandischer Leichtathlet
- Kissakorn Krasaingoen (* 1997), thailändischer Fußballspieler
- Kissane, Eamon (1899–1979), irischer Politiker, Teachta Dála, Mitglied des Seanad Éireann
- Kissel, Andrew (1959–2006), US-amerikanischer Immobilienentwickler
- Kissel, Bernd (* 1978), deutscher Zeichner, diplomierter Trickfilmzeichner und Grafiker
- Kissel, Clemens (1849–1911), deutscher Graveur und Schriftsteller
- Kissel, Günther (1916–2011), deutscher Bauunternehmer
- Kissel, Hans (1897–1975), deutscher Generalmajor im Zweiten Weltkrieg
- Kissel, Hans-Michael (* 1942), deutscher Bildhauer der Kinetischen Kunst
- Kissel, Helmut (* 1929), deutscher Baptistenpastor, Kunstmaler, Illustrator
- Kissel, John (1864–1938), US-amerikanischer Politiker
- Kissel, Josef (1869–1942), deutscher Verwaltungsjurist und Ministerialbeamter
- Kissel, Martin (* 1958), deutscher Hörfunkjournalist
- Kissel, Michael (* 1955), deutscher Politiker (SPD), Oberbürgermeister von Worms
- Kissel, Otto Rudolf (1929–2022), deutscher Jurist
- Kissel, Robert (1963–2003), US-amerikanischer Investmentbanker
- Kissel, Rolf (1929–2024), deutscher Maler und Bildhauer
- Kissel, Theodor (* 1962), deutscher Althistoriker
- Kissel, Ursula, deutsche Autorin
- Kißel, Walter (* 1951), deutscher Klassischer Philologe
- Kissel, Wilhelm (1885–1942), deutscher Kaufmann und Manager in der Automobilindustrie
- Kissel-Brutschy, Margrit (1887–1962), Präsidentin der sozialdemokratischen Frauengruppen der Schweiz
- Kisseler, Barbara (1949–2016), deutsche Politikerin, Senatorin in HamburgBarbara Kisseler (1949–2016)

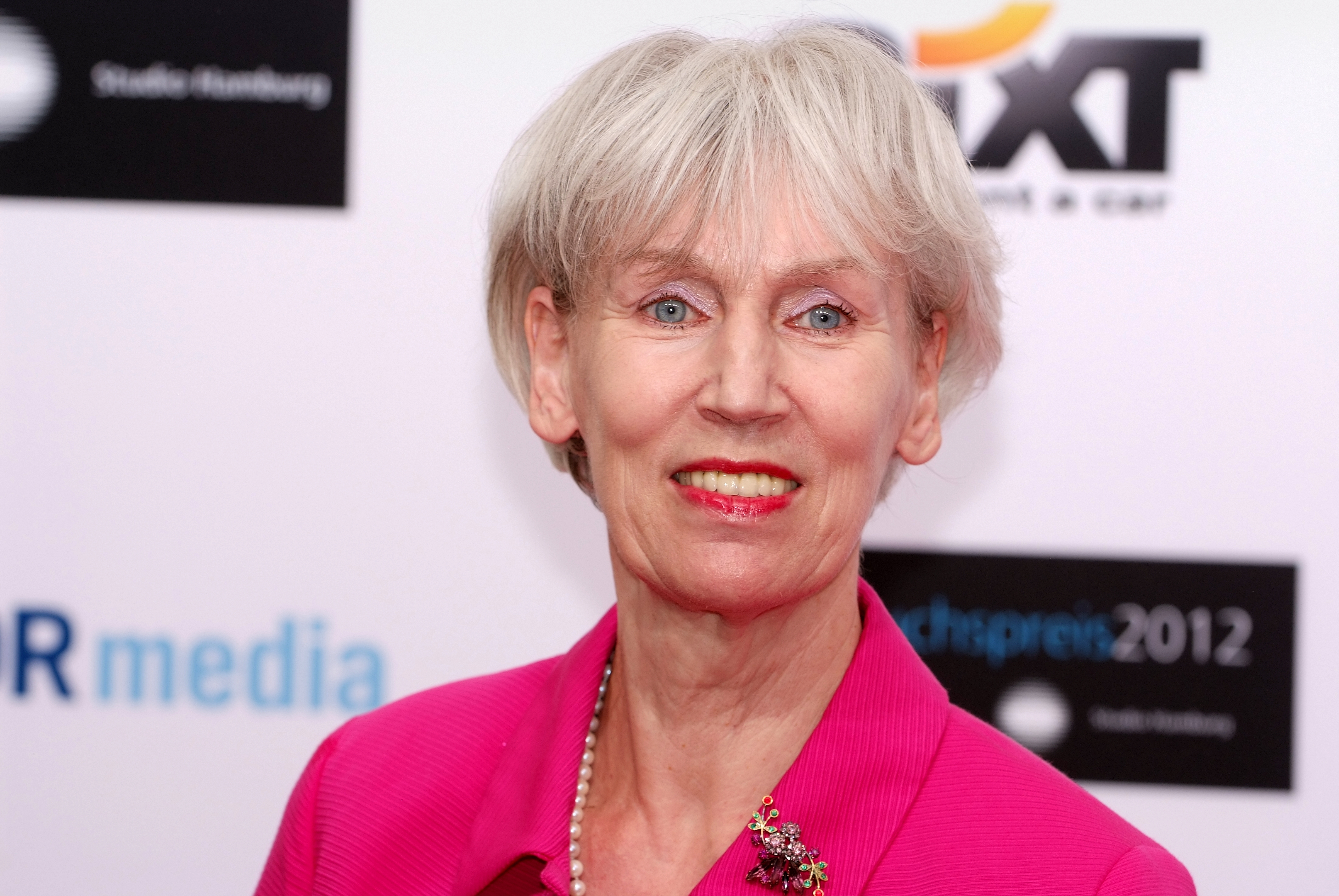
Barbara Kisseler (1949–2016)

- Kisselev Kisseleva, Oleg (* 1997), spanischer Handballspieler
- Kisselewitsch, Bogdan Alexandrowitsch (* 1990), russischer Eishockeyspieler
- Kisseljow, Alexander Alexandrowitsch (1838–1911), russischer Maler und Hochschullehrer
- Kisseljow, Alexei Iwanowitsch (1938–2005), sowjetischer Boxer
- Kisseljow, Andrei Petrowitsch (1852–1940), russischer Mathematiker und Lehrer
- Kisseljow, Dmitri Konstantinowitsch (* 1954), russischer JournalistDmitri Konstantinowitsch Kisseljow (* 1954)

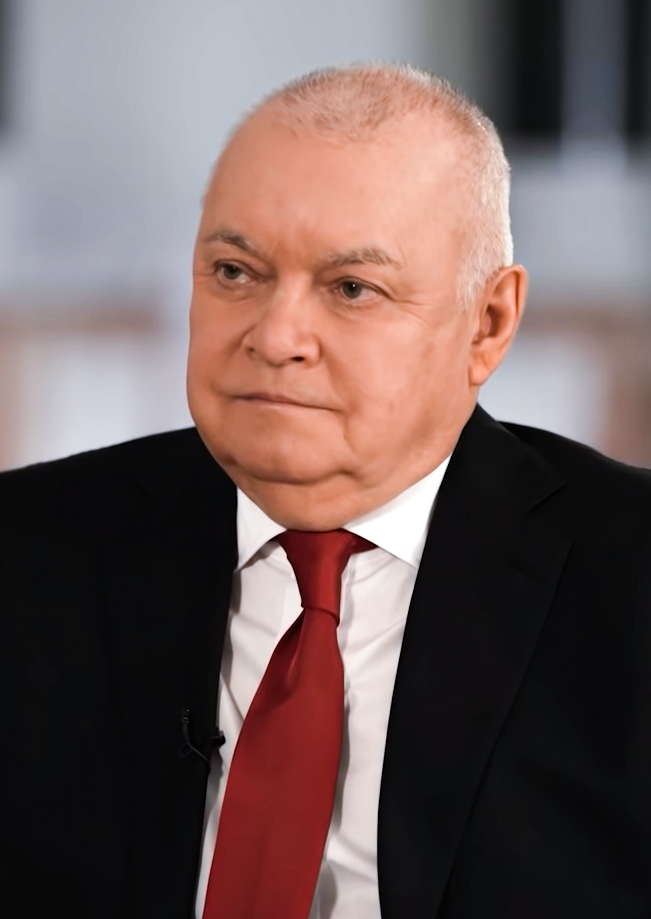
Dmitri Konstantinowitsch Kisseljow (* 1954)

- Kisseljow, Jewgeni Alexejewitsch (* 1956), russischer Fernsehmoderator in der Ukraine
- Kisseljow, Nikolai Dmitrijewitsch (1802–1869), russischer Diplomat
- Kisseljow, Nikolai Fjodorowitsch (1939–2005), sowjetischer Nordischer Kombinierer
- Kisseljow, Oleg Wiktorowitsch (* 1967), russischer Handballspieler und -trainer
- Kisseljow, Pawel Dmitrijewitsch (1788–1872), russischer General
- Kisseljow, Sergei Wladimirowitsch (1905–1962), sowjetischer Prähistoriker
- Kisseljow, Stepan Olegowitsch (* 1986), russischer Marathonläufer
- Kisseljow, Tichon Jakowlewitsch (1917–1983), sowjetischer Politiker und Parteifunktionär
- Kisseljowa, Jelena Andrejewna (1878–1974), russische bzw. jugoslawische Malerin
- Kisseljowa, Marija Alexandrowna (* 1974), russische Synchronschwimmerin, Moderatorin und Schauspielerin
- Kisseljowa, Tatjana Wassiljewna (* 1996), russische Radsportlerin
- Kissell, Larry (* 1951), amerikanischer Politiker
- Kissenberth, Otto (1893–1919), deutscher Jagdflieger im Ersten Weltkrieg
- Kißener, Michael (* 1960), deutscher Historiker und Hochschullehrer
- Kissenkoetter, Udo (1938–2014), deutscher Politiker (SPD), Mediziner und Historiker
- Kisser, Andreas (* 1968), brasilianischer Musiker, Gitarrist der brasilianischen Metalband Sepultura
- Kisser, Gerhard (* 1941), österreichischer Grafikdesigner, Kurator und Gründer des Freilichtmuseums Ensemble Gerersdorf
- Kisser, Josef Georg (1899–1984), österreichischer Botaniker und Hochschullehrer
- Kisser, Thomas, deutscher Philosoph und Hochschullehrer
- Kisshauer, Kurd (1886–1958), deutscher Astronom
- Kissi, Joseph Louis (* 1992), ivorischer Fußballspieler
- Kissimov, Georgi (1939–2009), bulgarischer Schauspieler, Regisseur und Drehbuchautor
- Kissin, Harry, Baron Kissin (1912–1997), britischer Bankier und Unternehmer
- Kissin, Jewgeni Igorewitsch (* 1971), russischer PianistJewgeni Igorewitsch Kissin (* 1971)

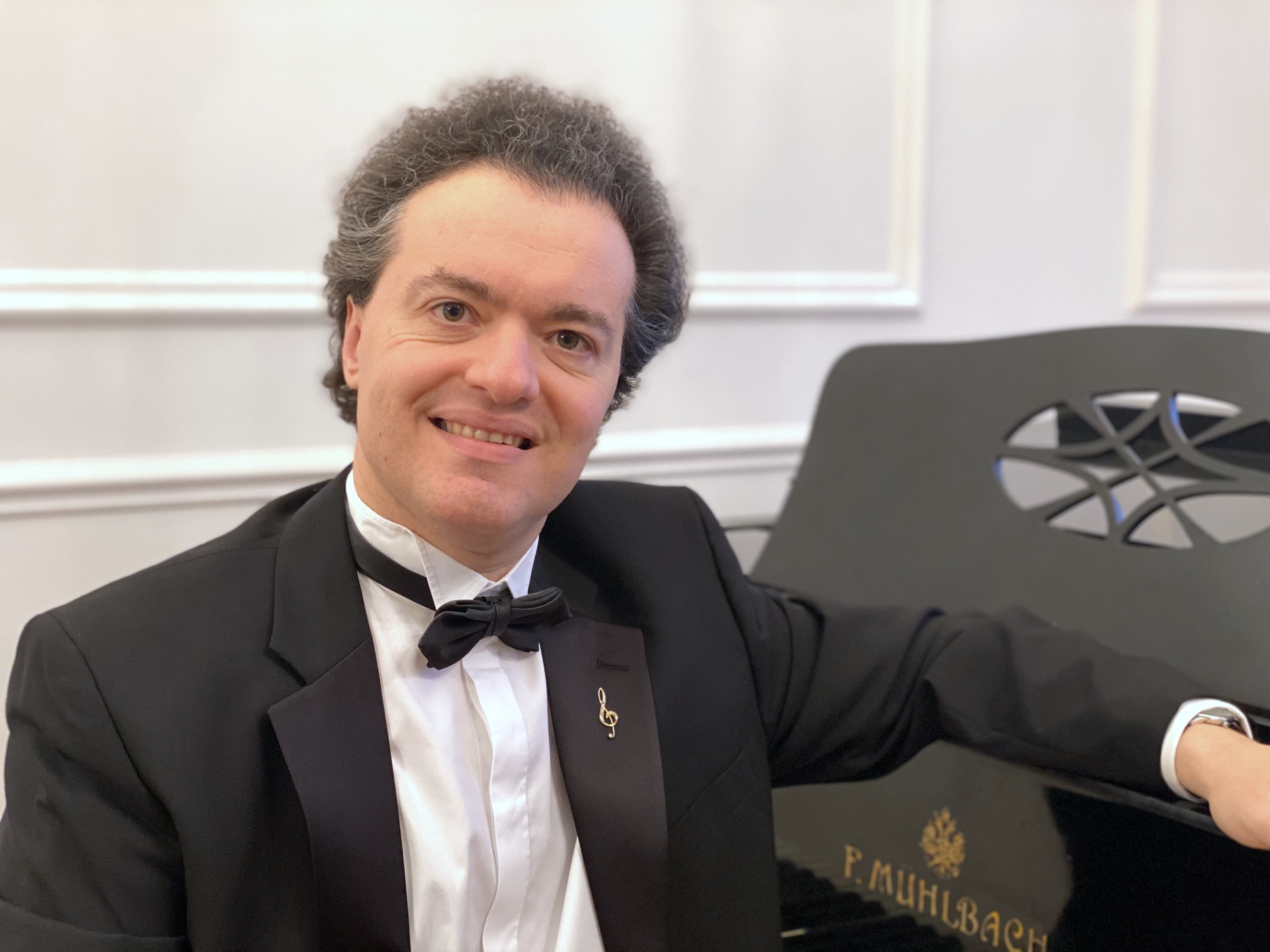
Jewgeni Igorewitsch Kissin (* 1971)

- Kissina, Julia (* 1966), russische Künstlerin und Schriftstellerin
- Kissine, Mikhail (* 1980), belgischer Sprachwissenschaftler
- Kissing, Erich (* 1943), deutscher Maler
- Kissinger, Charles (1924–1991), US-amerikanischer Schauspieler
- Kissinger, Henry (1923–2023), US-amerikanischer Diplomat, Politiker (Republikaner) und FriedensnobelpreisträgerHenry Kissinger (1923–2023)

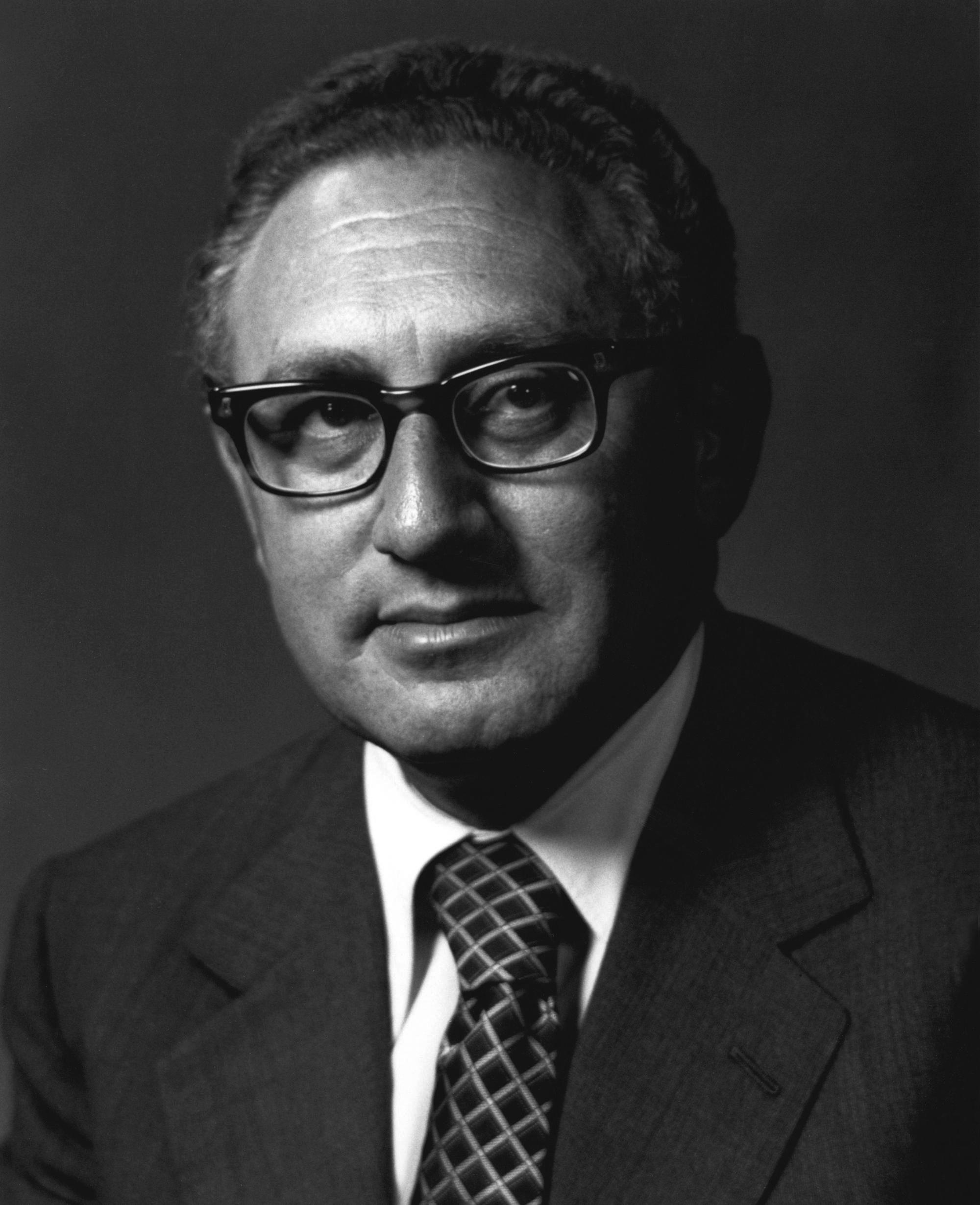
Henry Kissinger (1923–2023)

- Kissinger, Louis (1887–1982), deutscher Pädagoge und Vater von Henry Kissinger
- Kissinger, Rudolf (1866–1944), deutscher Pfarrer, Lehrer, Heimatforscher, Vereins- und Verbandsfunktionär
- Kissiov, Aaron (* 2004), deutscher Schauspieler
- Kißkalt, Karl (1875–1962), deutscher Hygieniker und Hochschullehrer
- Kißkalt, Michael (* 1964), deutscher baptistischer Geistlicher und Theologe
- Kisskalt, Supharada (* 2002), deutsche Taekwondoin
- Kißkalt, Wilhelm (1873–1958), deutscher Versicherungsmanager
- Kissler, Alexander (* 1969), deutscher Literaturwissenschaftler, Journalist und Autor
- Kissler, Fabian (* 1981), österreichischer Fernsehmoderator
- Kißler, Hermann (1882–1953), deutscher Manager
- Kißler, Leo (* 1949), deutscher Soziologe
- Kissling, Adolf (1875–1955), deutscher Neuphilologe und Komponist
- Kißling, Andreas (* 1984), deutscher Flötist
- Kissling, Conny (* 1961), Schweizer Freestyle-Skisportlerin
- Kissling, Ernst (1890–1973), Schweizer Bildhauer
- Kissling, Frances (* 1943), amerikanische Feministin
- Kißling, Georg Conrad (1893–1944), deutscher Brauereibesitzer und Reserveoffizier, Mitverschwörer des 20. Juli 1944
- Kißling, Hans Joachim (1912–1985), deutscher Orientalist und Turkologe
- Kissling, Hermann (1925–2018), deutscher Kunsthistoriker und Hochschullehrer
- Kissling, Jonas (* 1990), Schweizer Volleyball- und Beachvolleyballspieler
- Kißling, Karl (1875–1953), deutscher Internist
- Kissling, Markus (* 1959), Schweizer Schauspieler, Künstler sowie Kultur- und Sozialunternehmer
- Kißling, Reinhold (1926–2021), deutscher Diplomlandwirt
- Kissling, Richard (1848–1919), Schweizer BildhauerRichard Kissling (1848–1919)

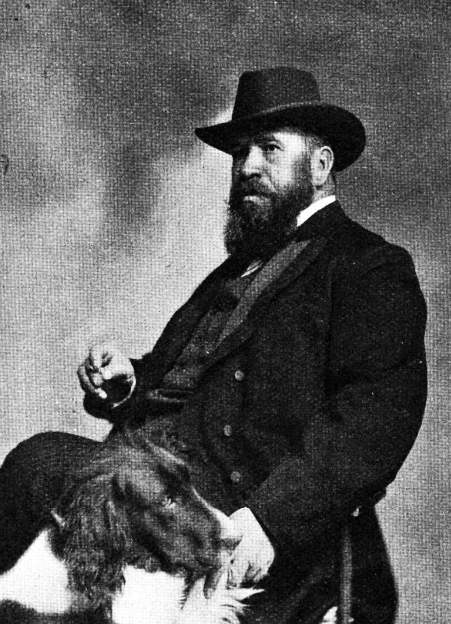
Richard Kissling (1848–1919)

- Kissling, Werner (1895–1988), deutscher Emigrant, Fotograf und Filmemacher
- Kisslinger, Karl (1926–2008), deutscher Lehrer und Politiker (SPD), MdB
- Kissmann, Ulrike Tikvah (* 1967), deutsche Soziologin
- Kissmer, Willi (1951–2018), deutscher Rockmusiker, Maler, Grafiker
- Kissner, Alfons (1844–1928), deutscher Romanist und Anglist
- Kissner, Helma (* 1923), deutsche Waffen-SS-Offizierin
- Kißner, Jürgen (1942–2019), deutscher Radrennfahrer
- Kissóczy, Marc (* 1961), Schweizer Dirigent
- Kissoon, Gerald (* 1943), englischer Popsänger
- Kissunko, Grigori Wassiljewitsch (1918–1998), sowjetischer Wissenschaftler
- Kissy, Cédric Marshall (* 1988), ivorischer Dichter

### Kist
- Kist, Agostinho Willy (1925–2002), brasilianischer Ordensgeistlicher, Bischof von Diamantino
- Kist, Alfons (1913–1986), deutscher Volkswirt, Verwaltungsbeamter und Politiker (CDU)
- Kist, Barbara († 1995), deutsche Schlagersängerin
- Kist, César (* 1964), brasilianischer Tennisspieler
- Kist, Christian (* 1986), niederländischer Dartspieler
- Kist, Johannes (1901–1972), deutscher römisch-katholischer Theologe und Hochschullehrer
- Kist, Kees (* 1952), niederländischer FußballspielerKees Kist (* 1952)

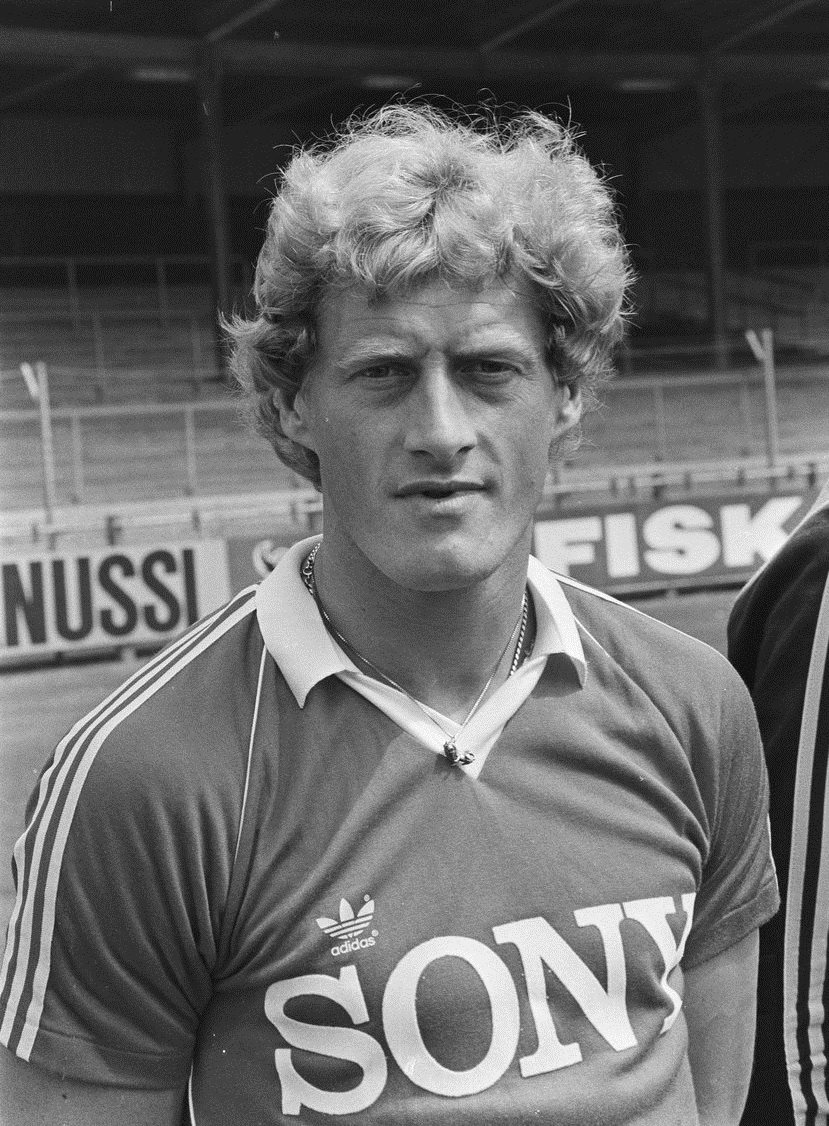
Kees Kist (* 1952)

- Kist, Nicolaas Christiaan (1793–1859), niederländischer reformierter Theologe und Kirchenhistoriker
- Kistanow, Kirill (* 2002), kirgisischer Tennisspieler
- Kistanowa, Anna (* 1990), kasachische Biathletin
- Kiste, Adolph (1812–1846), deutscher Landschaftsmaler und Radierer
- Kiste, Georg (1908–1997), deutscher Maler und Grafiker
- Kistemaker, Jacob (1917–2010), niederländischer Physiker
- Kistemaker, Johann Hyacinth (1754–1834), deutscher katholischer Theologe, Gymnasialdirektor und Hochschullehrer
- Kistenmacher, Arthur (1882–1965), deutscher Bühnen- und Filmschauspieler
- Kistenmacher, Bernd (* 1960), deutscher Elektronik-Musiker
- Kistenmacher, Enrique (1923–1990), argentinischer Leichtathlet
- Kistenmacher, Gustav Ernst (1895–1986), deutscher Architekt
- Kistenmacher, Olaf (* 1970), deutscher Historiker und Journalist
- Kister, Alexander (* 1986), deutscher Fußballspieler
- Kister, Gabriele (1947–2016), deutsche Drehbuchautorin
- Kister, Kurt (* 1957), deutscher Journalist
- Kister, Lukas (* 1998), deutscher Handballspieler
- Kister, Meir Jacob (1914–2010), israelischer Arabist
- Kister, Tim (* 1986), deutscher Fußballspieler
- Kisters, Ferdy (1906–1985), deutscher Leichtathlet und Trainer
- Kisters, Gerhard (1906–1996), deutscher Verwaltungsbeamter und Politiker (CDU), MdB
- Kisters, Heinz (1912–1977), deutscher Kunsthändler und Sammler
- Kistiakowsky, George Bogdan (1900–1982), ukrainisch-amerikanischer Chemiker und Mitentwickler der ersten AtombombeGeorge Bogdan Kistiakowsky (1900–1982)

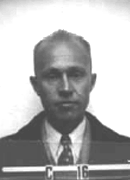
George Bogdan Kistiakowsky (1900–1982)

- Kisting, Heinrich (1769–1853), deutscher Klavierbauer
- Kistion, Wolodymyr (* 1965), ukrainischer Politiker
- Kistjakiwskyj, Ihor (1876–1940), ukrainischer Rechtsanwalt und Innenminister des Ukrainischen Staates
- Kistjakiwskyj, Oleksandr (1833–1885), ukrainischer Kriminalist und Rechtswissenschaftler
- Kistjakowski, Wladimir Alexandrowitsch (1865–1952), ukrainisch-sowjetischer Physikochemiker
- Kistler, Bartholomäus, Straßburger Buchdrucker
- Kistler, Cyrill (1848–1907), deutscher Komponist, Musiktheoretiker und Musikpädagoge
- Kistler, Erich, Schweizer Klassischer Archäologe
- Kistler, Ernst (1952–2021), Direktor am Internationalen Institut für empirische Sozialökonomie (INIFES)
- Kistler, Heinz (1912–2004), deutscher Landschaftsmaler; „Maler der Rhön“
- Kistler, Marco (* 1984), Schweizer Politiker (SP)Marco Kistler (* 1984)

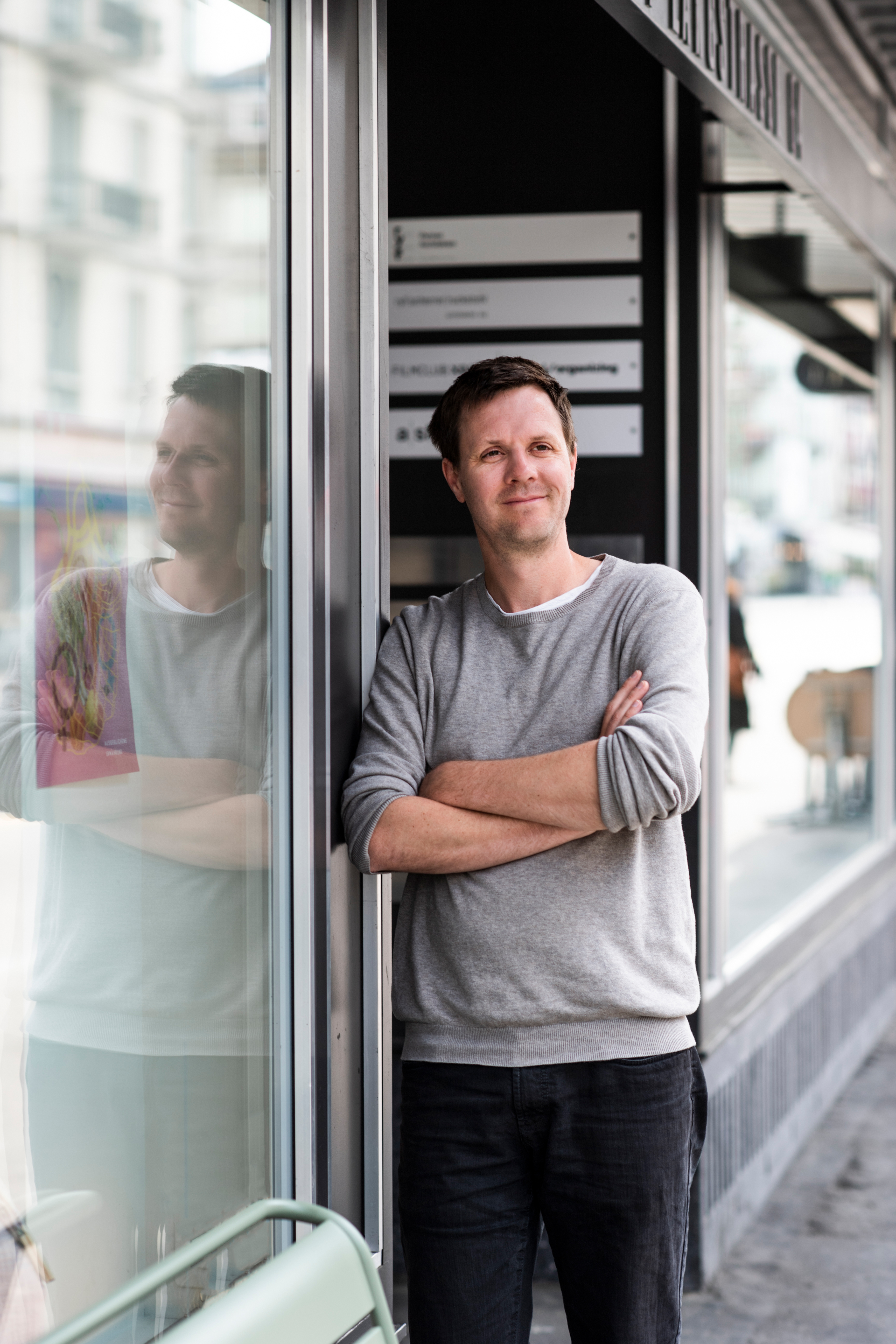
Marco Kistler (* 1984)

- Kistler, Martin (* 1976), deutscher Kommunalpolitiker (parteilos), Landrat im Landkreis Waldshut
- Kistler, Noemi (* 2000), Schweizer Unihockeyspielerin
- Kistler, Peter, Schultheiss der Stadt Bern
- Kistler, Vera (1929–2006), US-amerikanische Komponistin, Musikpädagogin und Schriftstellerin
- Kistmacher, Matthias (* 1963), deutscher Maler und Grafiker
- Kistner, Adolf (1878–1940), badischer Kulturhistoriker, der sich besonders der Technikgeschichte gewidmet hat
- Kistner, Anna (1834–1911), deutsche Schriftstellerin
- Kistner, Frank Paul (* 1959), deutscher Fotograf und Medienkünstler
- Kistner, Fritz (1894–1945), deutscher Generalmajor der Wehrmacht
- Kistner, Heinrich (1919–1990), deutscher Bauunternehmer und Politiker (DP), MdBB
- Kistner, Ralph (* 1967), deutscher Fußballspieler
- Kistner, Sarah (* 1997), deutsche Langstrecken-, Cross- und Bergläuferin
- Kistner, Thomas (* 1958), deutscher Sportjournalist
- Kistner, Udo (* 1954), deutscher Jazz-Bassist
- Kistner, Wolfram (1923–2006), südafrikanischer lutherischer Pastor, Theologe und Apartheid-Gegner
- Kistner-Hensel, Fanny (1918–2006), deutsche Cembalistin, Pianistin, Musikpädagogin, Komponistin und Herausgeberin
- Kistohurry, Samuel (* 1995), französischer Boxer
- Kistowski, Erich (1909–1984), deutscher Oberst im Ministerium für Staatssicherheit (MfS) der DDR

### Kisu
- Kisugite, Martin (* 1994), tschechischer Unihockeyspieler
- Kisum, Kasper (* 1992), dänischer Handballspieler
- Kisum, William (1931–2023), dänischer Schauspieler

### Kisz
- Kiszczak, Czesław (1925–2015), polnischer Politiker, Mitglied des Sejm, Innenminister von Polen (1983–1990)Czesław Kiszczak (1925–2015)

Czesław Kiszczak (1925–2015)

- Kiszczyńska, Magdalena (* 1988), polnische Tennisspielerin
- Kiszely, Károly (* 1953), ungarischer Naturschützer, Umweltpublizist und Essayist
- Kiszka, Emil (1926–2007), polnischer Sprinter und Weitspringer
- Kiszko, Stefan (1952–1993), britisches Opfer eines Justizirrtums
- Kiszkurno, Zygmunt (1921–2012), polnischer Sportschütze
- Kiszling, Rudolf (1882–1976), österreichischer Offizier, Archivar und Militärhistoriker